# Kovács Edit (színművész)
Kovács Edit (Békéscsaba, 1962. augusztus 8. –) Jászai Mari-díjas magyar színésznő.

## Életpályája
Békéscsabán született 1962. augusztus 8-án. A helyi Hugonnai Vilma Egészségügyi Szakközépiskolában érettségizett, majd egy évet könyvelőként és üzemi nővérként dolgozott a Hajtómű- és Felvonógyárban.
Békéscsabán 1981-től indult a színészképzés, a színház főrendezője akkor Rencz Antal volt. Az induló első évfolyamra sikeres felvételt nyert, így 1981-től a színház stúdiósa és a társulat tagja lett. 1987-ben Vámos Lászlótól vehette át színészi és előadóművészi oklevelét. 1988-tól a Békéscsabai Jókai Színház színművésze. 
2011-ben a Szegedi Tudományegyetem filozófia szakán kapott diplomát. A Sík Ferenc Kamaraszínházban a Mindentudás Színházi Egyeteme című előadássorozat ötletgazdája, szerkesztője. A csabai Színitanházban tanítással is foglalkozott.

## Fontosabb színházi szerepei
- Halasi Mária: A párhuzamosok a végtelenben találkoznak... Ildikó
- William Shakespeare: Lear király... Cordélia
- William Shakespeare: Rómeó és Júlia... Capuletné
- William Shakespeare: Tévedések vígjátéka... Emília (Aegeon felesége, apácafőnöknő Ephesusban)
- Anton Pavlovics Csehov: Cseresznyéskert... Dunyasa
- Makszim Gorkij: A nap fiai... Jelena
- Carlo Goldoni: Chioggiai csetepaté... Pasqua asszony
- Federico García Lorca: Bernarda Alba háza... Bernarda
- Szophoklész: Antigoné... Euridüké
- Molière: A fösvény... Fruzsina (házasságszerző)
- Friedrich Schiller: Stuart Mária... Erzsébet, Anglia királynője
- Bertolt Brecht: Állítsátok meg Arturo Uit!... Betty Dullfeet
- Eugene O’Neill: Utazás az éjszakába... Cathleen
- Edward Albee: Nem félünk a farkastól... Martha
- Friedrich Dürrenmatt: János király... Kasztíliai Blanka
- Friedrich Dürrenmatt: A fizikusok... Martha Boll, főnővér
- Tennessee Williams: A vágy villamosa... Eunice
- Tennessee Williams: Üvegfigurák... Amanda Wingfield (az anya)
- Arthur Miller: Alku... Esther Franz
- Arthur Miller: Pillantás a hídról... Beatrice
- Henrik Ibsen: Solness építőmester... Aline Solness
- Henrik Ibsen: A vadkacsa... Gina Ekdal (Hjalmar felesége)
- Sławomir Mrożek: Tangó... Eugenia, a nagymama
- Stendhal: Vörös és fekete... Márkiné (De La Mole felesége, Mathilde anyja)
- Maurice Hennequin – Pierre Veber: Elvámolt nászéjszaka... Paulette
- Csiky Gergely: Kaviár... Bomba Lilly
- Katona József: Bánk bán... Gertrudis (a királyné)
- Jókai Mór: A kőszívű ember fiai... Baradlay Kázmérné
- Gárdonyi Géza: A bor... Rozika
- Heltai Jenő: Naftalin... Manci
- Mikszáth Kálmán: Szent Péter esernyője... Panyókiné Eszmeralda
- Móricz Zsigmond: Nem élhetek muzsikaszó nélkül... Zsani néni
- Móra Ferenc – Zalán Tibor: A rab ember fiai... Bornemissza Anna
- Molnár Ferenc: Liliom... Muskátné
- Háy Gyula: Appassionata... Matild
- Németh László: Villámfénynél... Anna
- Nyirő József: Jézusfaragó ember... Véri
- Déry Tibor – Presser Gábor – Adamis Anna – Pós Sándor: Képzelt riport egy amerikai popfesztiválról... Beverley
- Fejes Endre – Presser Gábor: Jó estét nyár, jó estét szerelem... Édes (Hüvösné, Öregasszony)
- Örkény István: Macskajáték... Paula
- Szabó Magda: Az ajtó... Emerenc
- Vaszary Gábor: Bubus... Hilda
- Ungár Tamás: Mihók a bolondos... anya
- Sultz Sándor: Krepp... Judit
- Szente Béla: Szárnyad árnyékában... Süvekné, csabai özvegy
- Elek Szilvia: Pillangók... Emílie kisasszony (ápolónő)
- Pozsgai Zsolt: Razzia... Michaella (40 éves, profi prostituált)
- Pozsgai Zsolt: A szűz és a szörny... Karcsi néni
- Pozsgai Zsolt: A Szellemúrnő (Ábránfy Katalin)... Ábránfy Katalin, csabai vár özvegy úrnője
- Görgey Gábor: Berta... Jolán, Dezső felesége
- Bartus Gyula: Életek árán... Bekesné
- Zalán Tibor: Midőn halni készült... Cselédlány (Borbála)
- Robert Thomas: Nyolc nő... Gabi
- Richard Harris: Csupa balláb... Vera
- Grimm fivérek: Hamupipőke... Mostoha
- Gulyás Levente – Koleszár Bazil Péter: Négy évszak... Mamácska (Ánja mostohája)
- Brandon Thomas: Charley nénje... Annie Spittigue
- Maurice Hennequin – Pierre Veber: Elvámolt nászéjszaka... Paulette
- Franz Arnold – Ernst Bach: Apa csak egy van... Helga Brauner
- Robert Harling: Acélmagnóliák... Emily
- Michel Tremblay: Sógornők... Germaine Lauzon
- John Arden: Gyöngyélet... Rákel
- Lillian Hellman: Könyörtelenek (The little foxes)... Olivia Giddens
- Marsha Norman: Jóccakát, anya... Thelma Cates
- Bengt Ahlfors: Színházkomédia... Linda Molin (színésznő)
- Joe Masteroff – John Kander – Fred Ebb: Kabaré... Fraulein Schneider
- Georges Feydeau: Bolha a fülbe... Olympe Ferraillon
- Marc Camoletti: Leszállás Párizsban... Bertha
- Robert Bloch – Pozsgai Zsolt: Pszicho - Hommage à Alfred Hitchcock... Anya
- Robert James Waller: A szív hídjai... Francesca
- Leonard Gershe: A pillangók szabadok... Mrs. Baker
- Ken Kesey – Dale Wasserman: Kakukkfészek... Ratched nővér

## Díjak, elismerések
- A legjobb női alakítás nívódíj (2000)
- A megye színművésze díj (2003, 2007)
- Domján Edit-díj (2003)
- Gálfy László Gyűrű-díj (2016)
- Jászai Mari-díj (2019)[2]
- Békés vármegyei Prima díj (2023)[3]

## Filmek, tv
- A bikafejű szörnyeteg (1988)
- A legbátrabb gyáva
- Sándor, József, Benedek
- Istenek és hősök
- Friedrich Schiller: Stuart Mária (színházi előadás tv-felvétele)
- Frederico García Lorca: Bernarda Alba Háza (színházi előadás tv-felvétele)
- Örkény István: Macskajáték (színházi előadás tv-felvétele)